# 閃光少女 (映画)
『閃光少女』（せんこうしょうじょ）は、2017年公開の中国映画。

## 概要
2017年に中国で公開された中国民族音楽を学ぶ少女を主人公に民族音楽をメジャーにしようと奮闘する若者たちを描く青春音楽ムービー。低予算映画制作の活性化と、若手監督・俳優の育成奨励を目指す上海国際映画祭のメディア大奨において、最優秀作品賞、新人監督賞、新人女優賞、助演女優賞、脚本賞の五部門を制した。
『失恋33天』のドラマ版など数々のラブコメを手掛けてきた女性脚本家の鮑鯨鯨（パオ・ジンジン）が書き下ろした女子高生の恋愛逆襲劇で、鮑鯨鯨の夫の王冉（ワン・ラン）がメガホンを取り、映画『減法人生』の徐璐（シュイ・ルー）と宮崎駿監督の長編アニメーション映画『千と千尋の神隠し』の中国版でカオナシ役の吹替担当だった彭昱暢（ポン・ユィチャン）が主演を務めている。
日本の歌手の中島美嘉が初めて中国語で歌詞を書いた楽曲「電光石火之間」を提供している。

## あらすじ
伝統音楽部で伝統楽器・揚琴を学ぶ女子高生のジンは、西洋音楽部でピアノを専攻するワン先輩の演奏を聞いて恋をする。ジンは先輩の気を惹くために、同じ学部の男友達ヨウや、学校内でははみ出し者のコスプレ集団を巻き込んで伝統楽器のバンド「2.5次元」を結成。最初は乗り気ではなかったメンバーたちも次第にやり甲斐を見出し、バンドはネットを通じて評判を呼ぶように。ところが伝統音楽部の閉鎖が決定してしまい、ジンたちは学部存続のために、西洋音楽部に挑戦状を叩きつける。

## キャスト
| 役名                       | 俳優                         | 役柄       |
| -------------------------- | ---------------------------- | ---------- |
| 陳惊（チェン・ジン）       | 徐璐（シュイ・ルー）         | 揚琴       |
| 李由（リ・ヨウ）           | 彭昱暢（ポン・ユィチャン）   | 大堂鼓     |
| 小霾（シャオマイ）         | 劉泳希（リュー・イョンシー） | 古箏       |
| 教育局領導                 | 陳奕迅（イーソン・チャン）   | 教育局長   |
| 貝貝醤（ベイベイ）         | 魯照華（ルー・チャオホワ）   | 中阮       |
| 塔塔醤（ターター）         | 韓忠羽（ハン・チョンユィ）   | 琵琶       |
| 櫻仔（サクラ）             | 李諾（リー・ヌオ）           | 二胡       |
| 王文（ワン・ウェン）       | 駱明劼（ルオ・ミンチエ）     | ピアノ     |
| 鄭有恩（チョン・ヨウアン） | 陳雨鍶（チェン・ユィシー）   | バイオリン |
| 大提琴少年                 | 楽思宏（ラー・スーホン）     | チェロ     |

## 受賞歴
- 第20回（2017年）上海国際映画祭メディア大奨
  - 最優秀作品賞
  - 新人監督賞
  - 新人女優賞
  - 助演女優賞
  - 脚本賞